# Jean-Jacques Burnel

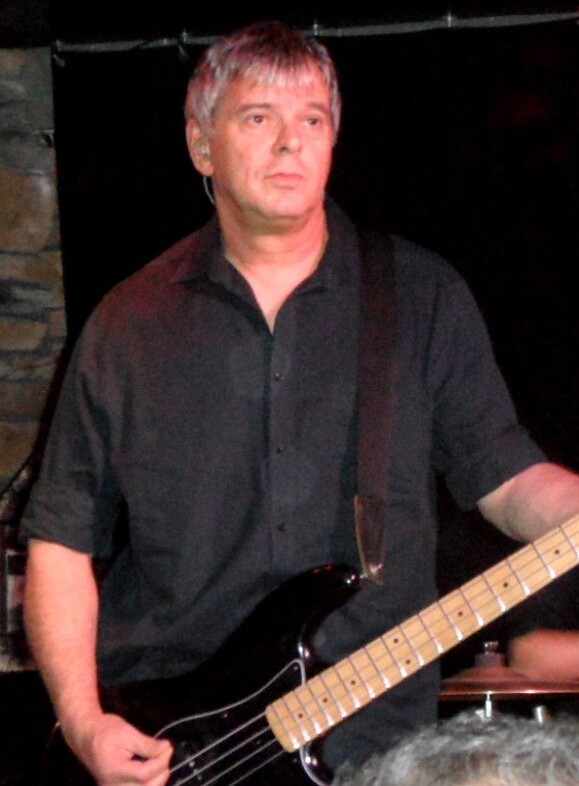
Jean-Jacques Burnel (2013)

Jean-Jacques Burnel (21 de febrero de 1952) es un músico, productor y compositor inglés, conocido mayoritariamente por ser el bajista y co-vocalista de la banda de rock inglesa The Stranglers. Es el único miembro original que, al día de hoy, integra la banda.

## Biografía y carrera

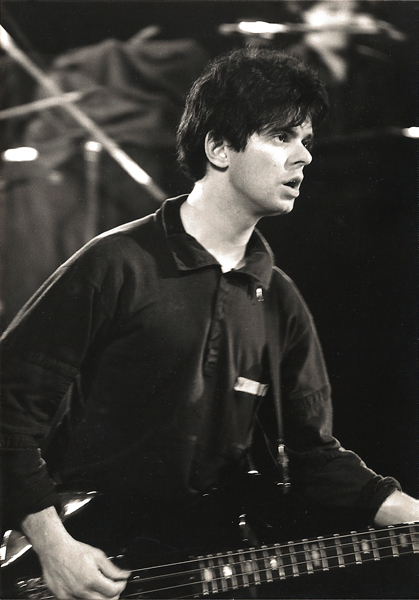
Jean-Jacques Burnel tocando en la TV de Francia (1983)

Jean-Jacques Burnel nació en Nothing Hill, Londres, de padres franceses. Su familia era dueña de un restaurant, siendo su padre el chef.
Al ser hijo de inmigrantes franceses, a menudo era víctima de burlas por parte de sus compañeros de escuela, lo que causó que comenzara a llamarse a sí mismo "John", para ocultar sus orígenes franceses; esta experiencia con la xenofobia tuvo un impacto en su carácter explosivo en su vida y en el escenari,o así como también en su manera de tocar. Se mudó junto a su familia a Godalming, Surrey, a los doce años, y fue a la Royal Grammar School de Guldford, para luego estudiar historia en la Universidad de Bradford y el Politécnico de Huddersfield.
Burnel, en un comienzo, fue un guitarrista clásico, pero comenzó a tocar el bajo cuando entró a The Stranglers; siendo también la voz principal de aproximadamente la tercera parte de sus canciones. Burnel señaló que, con frecuencia, cantaba las canciones compuestas por Hugh Cornwell o viceversa, dependiendo de "quién tuviese la mejor mejor para esa canción en particular". Además, muchas de sus canciones las ha escrito en francés, ya que habla ese idioma fluídamente.
Es miembro fundador de The Stranglers (1974), pero también ha lanzado dos trabajos en solitario: Euroman Cometh (1979) y Un Jour Parfait (1988), también otro junto a su compañero de banda Dave Greenfield, Fire And Water (Ecoutez Vos Murs) (1983). Ha producido y aparecido como músico invitado para varios artistas, como Lizard y ARB de Japón, Polyphonic Size de Bélgica, así como también el álbum Seppuku de Taxi Girl (1981) y el maxi single Devant Le Morioi de Laurent Sinclair. Burnel también formó una banda de covers de R&B, llamada The Purple Helmets, que tocó uen algunos conciertos y lanzó dos álbumes al final de la década de los 80's.
Compuso e interpretó la música para el animé Gankutsuō, incluyendo tanto el openning coo el ending, "We Were Lovers" y "You Won't See Me Coming", respectivamente.
Al tener la nacionalidad francesa, Burnel fue llamado a hacer el servicio militar en ese país, se eximió con una novedosa defensa, argumentando que su ausencia afectaría a la banda y, por tanto, la carrera de los otros integrantes. Esto fue consecuente con el hecho de que Burnel afirma que solo los "burgueses" estarían de acuerdo con servir al ejército de su país.